# 葉原體
葉原體（leaf primordia），又稱 葉原基，在莖的頂端分生組織下方，其最外第2層或第3層細胞首先進行細胞分裂，先與表皮平行分裂，之後垂直分裂，如此反覆分裂形成的指狀突起。發育之初期稱之，化學之訊息會啓始新葉的形成。